# Денвер (Індіана)
Денвер (англ. Denver) — місто (англ. town) в США, в окрузі Маямі штату Індіана. Населення — 478 осіб (2020).

## Географія
Денвер розташований за координатами 40°51′52″ пн. ш. 86°4′37″ зх. д. / 40.86444° пн. ш. 86.07694° зх. д. (40.864539, -86.077024).  За даними Бюро перепису населення США в 2010 році місто мало площу 0,60 км², уся площа — суходіл.

## Демографія
Згідно з переписом 2010 року, у місті мешкали 482 особи в 177 домогосподарствах у складі 133 родин. Густота населення становила 799 осіб/км².  Було 194 помешкання (322/км²).
Расовий склад населення:
| - 98,8 % — білих - 0,6 % — корінних американців - 0,2 % — чорних або афроамериканців |

До двох чи більше рас належало 0,4 %. Частка іспаномовних становила 1,2 % від усіх жителів.
За віковим діапазоном населення розподілялося таким чином: 29,3 % — особи молодші 18 років, 58,0 % — особи у віці 18—64 років, 12,7 % — особи у віці 65 років та старші. Медіана віку мешканця становила 37,6 року. На 100 осіб жіночої статі у місті припадало 94,4 чоловіків;  на 100 жінок у віці від 18 років та старших — 94,9 чоловіків також старших 18 років.
Середній дохід на одне домашнє господарство  становив 56 505 доларів США (медіана — 49 514), а середній дохід на одну сім'ю — 61 120 доларів (медіана — 54 000). Медіана доходів становила 41 250 доларів для чоловіків та 32 708 доларів для жінок. За межею бідності перебувало 8,3 % осіб, у тому числі 16,5 % дітей у віці до 18 років та 6,8 % осіб у віці 65 років та старших.
Цивільне працевлаштоване населення становило 254 особи. Основні галузі зайнятості: виробництво — 22,0 %, освіта, охорона здоров'я та соціальна допомога — 20,9 %, роздрібна торгівля — 14,6 %.